# Factor de coagulación XI
El factor de coagulación XI o antecedente tromboplastínico del plasma es la forma proenzimática del factor XIa, una de las enzimas implicadas en la cascada de coagulación. Al igual que muchos otros factores de coagulación, es una serina proteasa. En humanos, el factor XI se encuentra codificado por el gen F11.

## Función
El factor XI (FXI) se produce en el hígado y circula como un homodímero en su forma inactiva. La vida media del FXI en el plasma es de aproximadamente 52 horas. El factor proenzimático se activa a factor XIa por la acción del factor XIIa (FXIIa), trombina, y al propio FXIa; debido a su activación por el FXIIa, se considera al FXI como miembro de la vía de contacto (la cual incluye al cininógeno de alto peso molecular, precalicreína, factor XII, factor XI, y factor IX).
EL factor XIa activa al factor IX por la escisión selectiva de enlaces peptídicos arg-ala y arg-val. El factor IXa, por otro lado, activa al factor X.
Entre los inhibidores del factor XIa se incluyen el inhibidor de proteasa dependiente de proteína z (ZPI, un miembro de los inhibidores de serina proteasas/serpinas), la cual es dependiente de la proteína Z (su acción sobre el factor X, sin embargo, es dependiente de la proteína Z, de ahí su nombre).

## Estructura
Aunque se sintetiza como una cadena polipeptídica simple, el FXI circula en forma de homodímero. Cada cadena posee una masa molecular de aproximadamente 80 000. Las concentraciones típicas de FXI en plasma son de 5 μg/mL, correspondiendo a una concentración en plasma de aproximadamente 30 nM (en forma de dímeros de FXI). El gen de FXI tiene una longitud de 23 kb, posee 15 exones, y se encuentra en el brazo largo del cromosoma 4 (4q32-35).

## Papel en la enfermedad
La deficiencia de factor XI produce la poco común hemofilia C; que aparece principalmente en los judíos Ashkenazi y que se cree que afecta aproximadamente al 8% de la población. Con menos frecuencia, la hemofilia C puede encontrarse en judíos de ascendencia iraquí y en árabes israelíes. La condición ha sido descrita en otras poblaciones en aproximadamente un 1% de los casos. Es un desorden autosómico recesivo. Se presenta con un sangrados espontáneos ligeros, pero los procedimientos quirúrgicos pueden provocar una pérdida excesiva de sangre, por lo que requiere profilaxis.
En muchas otras enfermedades pueden aparecer niveles bajos de factor XI, incluyendo en el síndrome de Noonan.
Niveles elevados de factor XI han sido implicados en casos de trombosis, aunque es incierto que es lo que determina estos niveles, y cuan severo puede ser el estado procoagulante.